# Aquèmenes
|  | Aquest article tracta sobre l'ancestre de la dinastia aquemènida . Si cerqueu altres significats, vegeu «Aquèmenes (desambiguació)». |

Aquèmenes (en persa antic 𐏃𐎧𐎠𐎶𐎴𐎡𐏁, 'Haxāmaniš', en grec antic Ἀχαιμένης) va ser l'ancestre fundador de la Dinastia Aquemènida (Ἀχαιμενίδαι) de Pèrsia. El seu nom en antic persa volia dir 'de naturalesa amistosa'. Era de la família més noble dels Pasàrgades. Es diu que els aquemènides van ser criats per una àliga.
Va viure cap a l'any 700 aC i era, si va existir, un cap tribal de la regió propera al llac Urmia, regió anomenada pels assiris Parsumaš ('Terra dels Parsu', és a dir, dels perses), i probablement era vassall dels medes.
La seva existència és dubtosa, ja que Darios I el Gran no pertanyia a la línia directa dels reis anteriors i es creu que va inventar un ancestre comú entre ell i Cir II el Gran per legitimar el seu accés al tron. A la Inscripció de Behistun (cap al 490 aC) Darios I diu que Aquèmenes era el pare de Teispes, avantpassat de Cir el Gran i d'ell mateix. Des de llavors, Aquèmenes va ser reverenciat com el fundador de la dinastia, però res no se sap de la seva vida. Una inscripció de Sennàquerib d'Assíria esmenta un atac de la tribu dels parsu, que es correspondria amb l'època d'Aquèmenes. Heròdot diu que la tribu d'Aquèmenes era la dels pasàrgades, una de les deu tribus perses i la més important. L'ancestre dels perses en la mitologia grega és Perses i, de vegades, la seva figura s'assimila a Aquelèmenes.
Heròdot dona com a successor d'Aquèmenes el seu fill Teispes, besavi de Cir II el Gran, però les fonts perses no diuen que Teispes fos fill d'Aquèmenes, sinó simplement en parlen com un membre de la família aquemènida. Segons Heròdot, Xerxes reivindica els seus avantpassats i diu: "Sóc fill de Darios, net d'Histaspes i descendent d'Arsames, d'Ariaramnes, de Teispes, de Cir, de Cambises, de Teispes i d'Aquèmenes".